# Округ Етово (Алабама)
Округ Етово (енгл. Etowah County) је округ у америчкој савезној држави Алабама. По попису из 2010. године број становника је 104.430. Седиште округа је град Гадсден.

## Демографија
Према попису становништва из 2010. у округу је живело 104.430 становника, што је 971 (0,9%) становника више него 2000. године.
| Група             | 2000.          | 2010.          |
| Белци             | 84.919 (82,1%) | 82.789 (79,3%) |
| Афроамериканци    | 15.191 (14,7%) | 15.796 (15,1%) |
| Азијати           | 432 (0,4%)     | 672 (0,6%)     |
| Хиспаноамериканци | 1.763 (1,7%)   | 3.447 (3,3%)   |
| Укупно            | 103.459        | 104.430        |